# Wignersche D-Matrix
Die Wigner D-Matrix ist eine unitäre Matrix in einer irreduziblen Darstellung der dreidimensionalen Rotationsgruppe SO(3) bzw. der Gruppe SU(2). Sie wurde 1927 durch Eugene Wigner eingeführt.
Das D steht für Darstellung. Die Wigner D-Matrix hat Anwendung in der Quantenmechanik der Drehgruppe, so ist die komplex-konjugierte D-Matrix Eigenfunktion des Hamiltonoperators des sphärischen und symmetrischen starren Rotators. Außerdem beschreibt die D-Matrix die Transformation von Spin-Zuständen {\displaystyle |j,m\rangle } bei Drehungen.

## Definition
Wie üblich seien {\displaystyle J_{x},J_{y},J_{z}} die Drehimpulsoperatoren, die außerdem Erzeugende der Liealgebra von SO (3) und SU (2) sind. Sie erfüllen die Kommutationsrelationen:
{\displaystyle [J_{x},J_{y}]=iJ_{z},\quad [J_{z},J_{x}]=iJ_{y},\quad [J_{y},J_{z}]=iJ_{x},}
wobei in der Drehimpulsalgebra der Quantenmechanik die reduzierte Planck-Konstante gleich 1 gesetzt wurde. Der Casimir-Operator
{\displaystyle J^{2}=J_{x}^{2}+J_{y}^{2}+J_{z}^{2}}
kommutiert mit den Erzeugenden und kann mit {\displaystyle J_{z}} zusammen diagonalisiert werden mit dem vollständigen Satz von Basisfunktionen in Bra-Ket-Notation:
{\displaystyle J^{2}|jm\rangle =j(j+1)|jm\rangle ,\quad J_{z}|jm\rangle =m|jm\rangle ,}
mit {\displaystyle j=0,1/2,1,3/2,2,...} für SU (2) und {\displaystyle j=0,1,2,...} für SO (3) und {\displaystyle m=-j,-j+1,...,j} (SU (2) realisiert eine zweifache Überlagerung der Drehgruppe SO(3) und ihre Spinordarstellung beschreibt Teilchen und Zustände mit halbzahligem Spin).
In drei Dimensionen kann ein Drehoperator
{\displaystyle {\mathcal {R}}(\alpha ,\beta ,\gamma )=e^{-i\alpha J_{z}}e^{-i\beta J_{y}}e^{-i\gamma J_{z}},}
geschrieben werden mit den Euler-Winkeln {\displaystyle \alpha ,\beta ,\gamma }. Es werden rechtshändige Koordinatensysteme verwendet und die Drehung ist positiv, falls sie in der Drehachse von oben betrachtet gegen den Uhrzeigersinn erfolgt. Bei den Euler-Winkeln wird hier die z-y-z Konvention verwendet und die aktive Interpretation, das heißt Drehung des Objekts – zum Beispiel eines Vektors – und nicht des Koordinatensystems. Die Drehung von Letzterem ist die passive Interpretation, die man in diesem Fall aus der aktiven erhält, indem beim Drehwinkel das entgegengesetzte Vorzeichen genommen wird. Das bedeutet, dass zunächst um den Winkel {\displaystyle \gamma } um die z-Achse, eine Rotation um den Winkel {\displaystyle \beta } um die y-Achse und danach eine Rotation {\displaystyle \alpha } um die z-Achse. Dabei sind die raumfesten Achsen gemeint. Das Inverse des Drehoperators ist {\displaystyle {\mathcal {R}}^{-1}(\alpha ,\beta ,\gamma )={\mathcal {R}}(-\gamma ,-\beta ,-\alpha )}.
Die Drehung in der {\displaystyle |j,m\rangle } Drehimpulsbasis ist gegeben durch:
{\displaystyle {\mathcal {R}}(\alpha ,\beta ,\gamma )\,|j,m\rangle =\sum _{m'=-j}^{+j}D_{m'm}^{j}(\alpha ,\beta ,\gamma )\,|j,m'\rangle }
mit der Wigner-D-Matrix:
{\displaystyle D_{m'm}^{j}(\alpha ,\beta ,\gamma )\equiv \langle jm'|{\mathcal {R}}(\alpha ,\beta ,\gamma )|jm\rangle =e^{-im'\alpha }d_{m'm}^{j}(\beta )e^{-im\gamma }},
wobei
{\displaystyle d_{m'm}^{j}(\beta )=\langle jm'|e^{-i\beta J_{y}}|jm\rangle =D_{m'm}^{j}(0,\beta ,0)}
Wigners kleine d-Matrix ist.
Die Wigner D-Matrix ist in dieser Basis eine unitäre quadratische Matrix der Dimension {\displaystyle 2j+1}. Der gedrehte Ket-Vektor {\displaystyle {\mathcal {R}}(\alpha ,\beta ,\gamma )\,|j,m\rangle } ist Eigenvektor zu {\displaystyle J^{2}} aber nicht von {\displaystyle J_{z}} sondern zu {\displaystyle J_{z'}} zur gedrehten Quantisierungsachse {\displaystyle {\vec {e}}_{z'}=R(\alpha ,\beta ,\gamma )\,{\vec {e}}_{z}}.
Benutzt man statt aktiver Interpretation die passive Interpretation, hat man {\displaystyle D_{m'm}^{j}(\alpha ,\beta ,\gamma )} durch {\displaystyle D_{mm'}^{j*}(\alpha ,\beta ,\gamma )} zu ersetzen, das heißt komplexe Konjugation {\displaystyle *} und Vertauschung der Indizes.

## Wigners kleine d-Matrix
Wigner gab folgende Formel für die kleine d-Matrix (Wigner-Formel):
{\displaystyle d_{m'm}^{j}(\beta )=[(j+m')!(j-m')!(j+m)!(j-m)!]^{1/2}\,\sum \limits _{s}\left[{\frac {(-1)^{m'-m+s}}{(j+m-s)!s!(m'-m+s)!(j-m'-s)!}}\cdot \left(\cos {\frac {\beta }{2}}\right)^{2j+m-m'-2s}\left(\sin {\frac {\beta }{2}}\right)^{m'-m+2s}\right]}
Dabei wird s nur über die Fakultäten summiert, die nicht-negativ sind.
Die Elemente der d-Matrix sind in dieser Konvention für die Euler-Winkel reell, was der Grund war warum sie verwendet wird. In der z-x-z Konvention der Eulerwinkel muss der Faktor {\displaystyle (-1)^{m'-m+s}} in obiger Formel von Wigner durch {\displaystyle (-1)^{s}\,i^{m-m'}} ersetzt werden, wodurch die Hälfte der Funktionen imaginär wird.
Die Elemente der d-Matrix stehen mit Jacobi-Polynomen {\displaystyle P_{k}^{(a,b)}(\cos \beta )} mit nicht-negativen a, b in Zusammenhang. Sei
{\displaystyle k=\min(j+m,\,j-m,\,j+m',\,j-m').}
{\displaystyle {\hbox{Falls}}\quad k={\begin{cases}j+m:&\quad a=m'-m;\quad \lambda =m'-m\\j-m:&\quad a=m-m';\quad \lambda =0\\j+m':&\quad a=m-m';\quad \lambda =0\\j-m':&\quad a=m'-m;\quad \lambda =m'-m\\\end{cases}}}
Dann ist mit {\displaystyle b=2j-2k-a\,} (es gilt {\displaystyle a,b\geq 0}):
{\displaystyle d_{m'm}^{j}(\beta )=(-1)^{\lambda }{\binom {2j-k}{k+a}}^{1/2}{\binom {k+b}{b}}^{-1/2}\left(\sin {\frac {\beta }{2}}\right)^{a}\left(\cos {\frac {\beta }{2}}\right)^{b}P_{k}^{(a,b)}(\cos \beta ),}

## Eigenschaften der Wigner D-matrix
Die komplex-konjugierte D-Matrix erfüllt eine Reihe von Differentialgleichungen. Dazu werden folgende Differentialoperatoren definiert mit  {\displaystyle (x,\,y,\,z)=(1,\,2,\,3)}, die in der Quantenmechanik Drehoperatoren zum raumfesten System des starren Rotators sind:
{\displaystyle {\begin{array}{lcl}{\hat {\mathcal {J}}}_{1}&=&i\left(\cos \alpha \cot \beta \,{\partial  \over \partial \alpha }\,+\sin \alpha \,{\partial  \over \partial \beta }\,-{\cos \alpha  \over \sin \beta }\,{\partial  \over \partial \gamma }\,\right)\\{\hat {\mathcal {J}}}_{2}&=&i\left(\sin \alpha \cot \beta \,{\partial  \over \partial \alpha }\,-\cos \alpha \;{\partial  \over \partial \beta }\,-{\sin \alpha  \over \sin \beta }\,{\partial  \over \partial \gamma }\,\right)\\{\hat {\mathcal {J}}}_{3}&=&-i\;{\partial  \over \partial \alpha },\end{array}}}
Weiterhin hat man die Drehoperatoren des körperfesten Systems des starren Rotators in der Quantenmechanik:
{\displaystyle {\begin{array}{lcl}{\hat {\mathcal {P}}}_{1}&=&\,i\left({\cos \gamma  \over \sin \beta }{\partial  \over \partial \alpha }-\sin \gamma {\partial  \over \partial \beta }-\cot \beta \cos \gamma {\partial  \over \partial \gamma }\right)\\{\hat {\mathcal {P}}}_{2}&=&\,i\left(-{\sin \gamma  \over \sin \beta }{\partial  \over \partial \alpha }-\cos \gamma {\partial  \over \partial \beta }+\cot \beta \sin \gamma {\partial  \over \partial \gamma }\right)\\{\hat {\mathcal {P}}}_{3}&=&-i{\partial  \over \partial \gamma },\\\end{array}}}
Sie erfüllen die Kommutator-Relationen
{\displaystyle \left[{\mathcal {J}}_{1},\,{\mathcal {J}}_{2}\right]=i{\mathcal {J}}_{3},\qquad {\hbox{und}}\qquad \left[{\mathcal {P}}_{1},\,{\mathcal {P}}_{2}\right]=-i{\mathcal {P}}_{3}}
und entsprechend bei zyklischer Permutation der Indices.
Die {\displaystyle {\mathcal {P}}_{i}} erfüllen im Gegensatz zu den {\displaystyle {\mathcal {J}}_{i}} anomale Kommutator-Relationen mit Minus-Zeichen auf der rechten Seite.
Die beiden Typen von Operatoren kommutieren
{\displaystyle \left[{\mathcal {P}}_{i},\,{\mathcal {J}}_{j}\right]=0,\quad i,\,j=1,\,2,\,3,}
und ihre Quadrate sind gleich:
{\displaystyle {\mathcal {J}}^{2}\equiv {\mathcal {J}}_{1}^{2}+{\mathcal {J}}_{2}^{2}+{\mathcal {J}}_{3}^{2}={\mathcal {P}}^{2}\equiv {\mathcal {P}}_{1}^{2}+{\mathcal {P}}_{2}^{2}+{\mathcal {P}}_{3}^{2}.}
Explizit hat man:
{\displaystyle {\mathcal {J}}^{2}={\mathcal {P}}^{2}=-{\frac {1}{\sin ^{2}\beta }}\left({\frac {\partial ^{2}}{\partial \alpha ^{2}}}+{\frac {\partial ^{2}}{\partial \gamma ^{2}}}-2\cos \beta {\frac {\partial ^{2}}{\partial \alpha \partial \gamma }}\right)-{\frac {\partial ^{2}}{\partial \beta ^{2}}}-\cot \beta {\frac {\partial }{\partial \beta }}.}
Die Operatoren {\displaystyle {\mathcal {J}}_{i}} wirken auf den ersten Index der D-Matrix (den Reihenindex):
{\displaystyle {\mathcal {J}}_{3}\,D_{m'm}^{j}(\alpha ,\beta ,\gamma )^{*}=m'\,D_{m'm}^{j}(\alpha ,\beta ,\gamma )^{*},}
und
{\displaystyle ({\mathcal {J}}_{1}\pm i{\mathcal {J}}_{2})\,D_{m'm}^{j}(\alpha ,\beta ,\gamma )^{*}={\sqrt {j(j+1)-m'(m'\pm 1)}}\,D_{m'\pm 1,m}^{j}(\alpha ,\beta ,\gamma )^{*}.}
Die Operatoren {\displaystyle {\mathcal {P}}_{i}} wirken auf den zweiten Index (Spaltenindex) der D-Matrix:
{\displaystyle {\mathcal {P}}_{3}\,D_{m'm}^{j}(\alpha ,\beta ,\gamma )^{*}=m\,D_{m'm}^{j}(\alpha ,\beta ,\gamma )^{*},}
Wegen der anomalen Kommutator-Relationen werden die zugehörigen Leiteroperatoren mit anderem Vorzeichen definiert:
{\displaystyle ({\mathcal {P}}_{1}\mp i{\mathcal {P}}_{2})\,D_{m'm}^{j}(\alpha ,\beta ,\gamma )^{*}={\sqrt {j(j+1)-m(m\pm 1)}}\,D_{m',m\pm 1}^{j}(\alpha ,\beta ,\gamma )^{*}.}
{\displaystyle {\mathcal {J}}^{2}\,D_{m'm}^{j}(\alpha ,\beta ,\gamma )^{*}={\mathcal {P}}^{2}\,D_{m'm}^{j}(\alpha ,\beta ,\gamma )^{*}=j(j+1)D_{m'm}^{j}(\alpha ,\beta ,\gamma )^{*}.}
Die Reihen und Spalten der komplex-konjugierten D-Matrix bilden eine irreduzible Darstellung der zueinander isomorphen von  {\displaystyle \{{\mathcal {J}}_{i}\}} und {\displaystyle \{-{\mathcal {P}}_{i}\}} erzeugten Liealgebren.
Aus dem Kommutator von {\displaystyle {\mathcal {R}}(\alpha ,\beta ,\gamma )}  mit dem Zeitumkehroperator {\displaystyle T\,} folgt:
{\displaystyle \langle jm'|{\mathcal {R}}(\alpha ,\beta ,\gamma )|jm\rangle =\langle jm'|T^{\,\dagger }{\mathcal {R}}(\alpha ,\beta ,\gamma )T|jm\rangle =(-1)^{m'-m}\langle j,-m'|{\mathcal {R}}(\alpha ,\beta ,\gamma )|j,-m\rangle ^{*},}
oder
{\displaystyle D_{m'm}^{j}(\alpha ,\beta ,\gamma )=(-1)^{m'-m}D_{-m',-m}^{j}(\alpha ,\beta ,\gamma )^{*}.}
Dabei wurde die Anti-Unitarität von {\displaystyle T\,} benutzt, {\displaystyle T|jm\rangle =(-1)^{j-m}|j,-m\rangle } und {\displaystyle (-1)^{2j-m'-m}=(-1)^{m'-m}}.

## Orthogonalitätsrelation
Die D-Matrizen {\displaystyle D_{mk}^{j}(\alpha ,\beta ,\gamma )} zu den Eulerwinkeln {\displaystyle \alpha }, {\displaystyle \beta ,} and {\displaystyle \gamma } erfüllen die Orthogonalitätsrelationen:
{\displaystyle \int _{0}^{2\pi }d\alpha \int _{0}^{\pi }\sin \beta d\beta \int _{0}^{2\pi }d\gamma \,\,D_{m'k'}^{j'}(\alpha ,\beta ,\gamma )^{\ast }D_{mk}^{j}(\alpha ,\beta ,\gamma )={\frac {8\pi ^{2}}{2j+1}}\delta _{m'm}\delta _{k'k}\delta _{j'j}.}
Nach dem Satz von Peter-Weyl ist die von ihnen gebildete orthogonale Basis vollständig.
Die Gruppencharaktere von SU (2) hängen nur vom Winkel {\displaystyle \beta } ab und sind Klassenfunktionen:
{\displaystyle \chi ^{j}(\beta )\equiv \sum _{m}D_{mm}^{j}(\beta )=\sum _{m}d_{mm}^{j}(\beta )={\frac {\sin((2j+1)\beta /2)}{\sin(\beta /2)}},}
Für sie gelten einfacherer Orthogonalitätsrelationen unter Benutzung des Haarmaßes der Gruppe:
{\displaystyle {\frac {1}{\pi }}\int _{0}^{2\pi }d\beta ~\sin ^{2}(\beta /2)~\chi ^{j}(\beta )\chi ^{j'}(\beta )=\delta _{j'j}.}
Die Vollständigkeitsrelation ist:
{\displaystyle \sum _{j}\chi ^{j}(\beta )\chi ^{j}(\beta ')=\delta (\beta -\beta '),}
Für {\displaystyle \beta '=0} gilt:
{\displaystyle \sum _{j}\chi ^{j}(\beta )(2j+1)=\delta (\beta )~.}

## Kronecker-Produkt von D-Matrizen und Clebsch-Gordan-Reihe
Die Kronecker-Produkte von Matrizen
{\displaystyle \mathbf {D} ^{j}(\alpha ,\beta ,\gamma )\otimes \mathbf {D} ^{j'}(\alpha ,\beta ,\gamma )}
liefern eine reduzible Darstellung der Gruppen SO(3) bzw. SU (2) und Reduktion in irreduzible Komponenten ergibt die Clebsch-Gordan-Reihe:
{\displaystyle D_{mk}^{j}(\alpha ,\beta ,\gamma )D_{m'k'}^{j'}(\alpha ,\beta ,\gamma )=\sum _{J=|j-j'|}^{j+j'}\langle jmj'm'|J\left(m+m'\right)\rangle \langle jkj'k'|J\left(k+k'\right)\rangle D_{\left(m+m'\right)\left(k+k'\right)}^{J}(\alpha ,\beta ,\gamma )}
dabei ist {\displaystyle \langle j_{1}m_{1}j_{2}m_{2}|j_{3}m_{3}\rangle } ein Clebsch-Gordan-Koeffizient.

## Beziehung zu Kugelfunktionen und Legendrefunktionen
Für ganzzahlige {\displaystyle l} und zweitem Index gleich Null sind die D-Matrix-Elemente proportional zu Kugelflächenfunktionen und Zugeordneten Legendrepolynomen. Mit Normalisierung auf 1 und Phasenkonvention nach Condon und Shortley:
{\displaystyle D_{m0}^{\ell }(\alpha ,\beta ,\gamma )={\sqrt {\frac {4\pi }{2\ell +1}}}Y_{\ell }^{m*}(\beta ,\alpha )={\sqrt {\frac {(\ell -m)!}{(\ell +m)!}}}\,P_{\ell }^{m}(\cos {\beta })\,e^{-im\alpha }.}
Daraus folgt für die d-Matrix:
{\displaystyle d_{m0}^{\ell }(\beta )={\sqrt {\frac {(\ell -m)!}{(\ell +m)!}}}\,P_{\ell }^{m}(\cos {\beta }).}
Setzt man beide Indizes auf Null sind die Elemente der D-Matrix durch Legendrepolynome gegeben:
{\displaystyle D_{0,0}^{\ell }(\alpha ,\beta ,\gamma )=d_{0,0}^{\ell }(\beta )=P_{\ell }(\cos \beta ).}
Aus dem Verhalten der D-Matrix bei Zeitumkehr folgt
{\displaystyle \left(Y_{\ell }^{m}\right)^{*}=(-1)^{m}Y_{\ell }^{-m}.}
Für spingewichtete Kugelflächenfunktionen gilt:
{\displaystyle D_{-ms}^{\ell }(\alpha ,\beta ,-\gamma )=(-1)^{m}{\sqrt {\frac {4\pi }{2{\ell }+1}}}{}_{s}Y_{{\ell }m}(\beta ,\alpha )e^{is\gamma }.}
Das Drehverhalten der Kugelfunktionen lässt sich mit den Wignerschen D-Matrizen ausdrücken. Die Eulerwinkel parametrisieren die Drehung des Koordinatensystem (x,y,z) in (X,Y,Z). Sei {\displaystyle \omega =(\phi ,\theta )} der Polarwinkel eines Einheitsvektors im System (x,y,z) und {\displaystyle \Omega =(\Phi ,\Theta )} im System (X,Y,Z). Dann kann man die Kugelfunktion {\displaystyle Y_{l}^{m}(\omega )} als Bra-Ket-Vektor {\displaystyle |l,m\rangle } auffassen  mit der Transformation:
{\displaystyle Y_{l}^{m}(\Omega )=\sum _{m'=-l}^{+l}Y_{l}^{m'}(\omega )D_{m'm}^{l}(\alpha ,\beta ,\gamma )}

## Beziehung zu Besselfunktionen
Für {\displaystyle \ell \gg m,m^{\prime }} hat man {\displaystyle D_{mm^{\prime }}^{\ell }(\alpha ,\beta ,\gamma )\approx e^{-im\alpha -im^{\prime }\gamma }J_{m-m^{\prime }}(\ell \beta )} mit der Besselfunktion {\displaystyle J_{m-m^{\prime }}(\ell \beta )} und endlichem {\displaystyle \ell \beta }.

## Liste von Elemente der d-Matrix
Die d-Matrizen werden in der Vorzeichenkonvention von Wigner angegeben.
Für j = 1/2
- {\displaystyle d_{1/2,1/2}^{1/2}=\cos(\beta /2)}
- {\displaystyle d_{1/2,-1/2}^{1/2}=-\sin(\beta /2)}

Für j=1
- {\displaystyle d_{1,1}^{1}={\frac {1+\cos \beta }{2}}}
- {\displaystyle d_{1,0}^{1}={\frac {-\sin \beta }{\sqrt {2}}}}
- {\displaystyle d_{1,-1}^{1}={\frac {1-\cos \beta }{2}}}
- {\displaystyle d_{0,0}^{1}=\cos \beta }

Für j = 3/2
- {\displaystyle d_{3/2,3/2}^{3/2}={\frac {1+\cos \beta }{2}}\cos {\frac {\beta }{2}}}
- {\displaystyle d_{3/2,1/2}^{3/2}=-{\sqrt {3}}{\frac {1+\cos \beta }{2}}\sin {\frac {\beta }{2}}}
- {\displaystyle d_{3/2,-1/2}^{3/2}={\sqrt {3}}{\frac {1-\cos \beta }{2}}\cos {\frac {\beta }{2}}}
- {\displaystyle d_{3/2,-3/2}^{3/2}=-{\frac {1-\cos \beta }{2}}\sin {\frac {\beta }{2}}}
- {\displaystyle d_{1/2,1/2}^{3/2}={\frac {3\cos \beta -1}{2}}\cos {\frac {\beta }{2}}}
- {\displaystyle d_{1/2,-1/2}^{3/2}=-{\frac {3\cos \beta +1}{2}}\sin {\frac {\beta }{2}}}

Für j=2
- {\displaystyle d_{2,2}^{2}={\frac {1}{4}}\left(1+\cos \beta \right)^{2}}
- {\displaystyle d_{2,1}^{2}=-{\frac {1}{2}}\sin \beta \left(1+\cos \beta \right)}
- {\displaystyle d_{2,0}^{2}={\sqrt {\frac {3}{8}}}\sin ^{2}\beta }
- {\displaystyle d_{2,-1}^{2}=-{\frac {1}{2}}\sin \beta \left(1-\cos \beta \right)}
- {\displaystyle d_{2,-2}^{2}={\frac {1}{4}}\left(1-\cos \beta \right)^{2}}
- {\displaystyle d_{1,1}^{2}={\frac {1}{2}}\left(2\cos ^{2}\beta +\cos \beta -1\right)}
- {\displaystyle d_{1,0}^{2}=-{\sqrt {\frac {3}{8}}}\sin 2\beta }
- {\displaystyle d_{1,-1}^{2}={\frac {1}{2}}\left(-2\cos ^{2}\beta +\cos \beta +1\right)}
- {\displaystyle d_{0,0}^{2}={\frac {1}{2}}\left(3\cos ^{2}\beta -1\right)}

Elemente mit vertauschten unteren Indizes erhält man über:
{\displaystyle d_{m',m}^{j}=(-1)^{m-m'}d_{m,m'}^{j}=d_{-m,-m'}^{j}}.

## Beispiele für D-Matrizen
Für {\displaystyle j={\frac {1}{2}}} hat man (von links nach rechts und oben nach unten Indizes in Reihenfolge {\displaystyle m={\frac {1}{2}},-{\frac {1}{2}}}):
{\displaystyle D^{\frac {1}{2}}(\alpha ,\beta ,\gamma )={\begin{pmatrix}e^{-{\frac {1}{2}}i\alpha }\cos({\frac {\beta }{2}})e^{-{\frac {1}{2}}i\gamma }&-e^{-{\frac {1}{2}}i\alpha }\sin({\frac {\beta }{2}})e^{{\frac {1}{2}}i\gamma }\\e^{{\frac {1}{2}}i\alpha }\sin({\frac {\beta }{2}})e^{-{\frac {1}{2}}i\gamma }&e^{{\frac {1}{2}}i\alpha }\cos({\frac {\beta }{2}})e^{{\frac {1}{2}}i\gamma }\end{pmatrix}}}
und damit
{\displaystyle d^{\frac {1}{2}}(\beta )={\begin{pmatrix}\cos({\frac {\beta }{2}})&-\sin({\frac {\beta }{2}})\\\sin({\frac {\beta }{2}})&\cos({\frac {\beta }{2}})\end{pmatrix}}}
Für {\displaystyle j=1} hat man (Quantenzahlen bzw. Indizes in Reihenfolge {\displaystyle m=1,0,-1}):
{\displaystyle d^{1}(\beta )={\begin{pmatrix}{\frac {1}{2}}(1+\cos(\beta ))&-{\frac {1}{2}}{\sqrt {2}}\sin(\beta )&{\frac {1}{2}}(1-\cos(\beta ))\\{\frac {1}{2}}{\sqrt {2}}\sin(\beta )&\cos(\beta )&-{\frac {1}{2}}{\sqrt {2}}\sin(\beta )\\{\frac {1}{2}}(1-\cos(\beta ))&{\frac {1}{2}}{\sqrt {2}}\sin(\beta )&{\frac {1}{2}}(1+\cos(\beta ))\end{pmatrix}}}